# Hemiboea gracilis
Hemiboea gracilis là một loài thực vật có hoa trong họ Tai voi. Loài này được Franch. mô tả khoa học đầu tiên năm 1899.